# Guy Van Zeune
Guy Van Zeune (5 mei 1934) is een voormalige Belgische atleet, die gespecialiseerd was in het speerwerpen. Hij nam eenmaal deel aan de Europese kampioenschappen en veroverde acht Belgische titels.

## Biografie
Van Zeune behaalde tussen 1957 en 1968 acht Belgische titels in het speerwerpen, waarvan vier opeenvolgende. In 1958 nam hij deel aan de Europese kampioenschappen in Stockholm. Hij werd uitgeschakeld in de kwalificaties.
Van Zeune verbeterde in 1957 met 68,02 m het Belgisch record speerwerpen van Victor Mangwele. In 1963 verbeterde hij met 70,34 het record van Charles De Backere.

### Clubs
Van Zeune was aangesloten bij RC Brussel en Excelsior.

## Belgische kampioenschappen
| Onderdeel   | Jaar                                           |
| ----------- | ---------------------------------------------- |
| speerwerpen | 1957, 1958, 1959, 1960, 1962, 1964, 1965, 1968 |

## Persoonlijk record
| Onderdeel   | Prestatie | Datum | Plaats |
| ----------- | --------- | ----- | ------ |
| speerwerpen | 74,40 m   | 1971  |        |

## Palmares
speerwerpen
- 1956:  BK AC – 63,12 m
- 1957:  BK AC – 60,40 m
- 1958:  BK AC – 66,80 m
- 1958: kwal. EK in Stockholm – 59,43 m
- 1959:  BK AC – 64,32 m
- 1960:  BK AC – 58,06 m
- 1961:  BK AC – 62,39 m
- 1962:  BK AC – 64,40 m
- 1964:  BK AC – 66,25 m
- 1965:  BK AC – 66,92 m
- 1967:  BK AC – 67,40 m
- 1968:  BK AC – 69,46 m
- 1971:  BK AC – 66,18 m
- 1972:  BK AC – 64,12 m